# Big Day
Big Day  è una serie televisiva statunitense in 12 episodi (più uno non trasmesso) trasmessi per la prima volta nel corso di una sola stagione dal 2006 al 2007.

## Descrizione
Big Day segue il giorno del matrimonio di una coppia, Danny e Alice, visto da tutte le angolazioni, e le persone coinvolte (similmente alla serie 24), che vanno dalla damigella d'onore che beve accidentalmente le lenti a contatto del miglior uomo con cui sia stata a letto, alla sposa, e all'ex-fidanzato di questa, che è contro l'unione e ed è deciso a non fermarsi davanti a nulla pur di mandare a monte il matromonio.
La serie fu annullata dalla ABC (ufficialmente il 15 maggio 2007) dopo soli dodici episodi (un tredicesimo episodio, The $10,000 Check, non fu più trasmesso; il dodicesimo, l'ultimo andato in onda fu trasmesso il 30 gennaio 2007). In seguito anche un film basato sulla serie venne cancellato due volte mentre si trovava in fase di sviluppo nel 2007 e nel 2008.

## Personaggi
- Alice (12 episodi, 2006-2007), interpretata da	Marla Sokoloff.
- Danny (12 episodi, 2006-2007), interpretato da	Josh Cooke.
- Becca (12 episodi, 2006-2007), interpretata da	Miriam Shor.
- Skobo (12 episodi, 2006-2007), interpretato da	Stephen Rannazzisi.
- Lorna (12 episodi, 2006-2007), interpretata da	Stephnie Weir.
- Steve (12 episodi, 2006-2007), interpretato da	Kurt Fuller.
- Jane (12 episodi, 2006-2007), interpretata da	Wendie Malick.
- Freddy (9 episodi, 2006-2007), interpretato da	Leslie Odom Jr..
- Caterer (9 episodi, 2006-2007), interpretato da	Matt Baker.
- Johnny (8 episodi, 2006-2007), interpretato da	Terry Chen.
- The Garf (6 episodi, 2006-2007), interpretato da	Stephen Tobolowsky.
È il padre di Danny.
- dottor Scott (3 episodi, 2006-2007), interpretato da	Eddie McClintock.
- Carl (3 episodi, 2006-2007), interpretato da	Steve Berg.
- Brittany (3 episodi, 2006-2007), interpretata da	Anne Dudek.
- Kristin (3 episodi, 2006-2007), interpretata da	Diora Baird.
- Shampagne (3 episodi, 2006-2007), interpretata da	Amy Laughlin.
- Betty (2 episodi, 2006), interpretata da	Marian Seldes.
- Francis (2 episodi, 2007), interpretato da	David Anthony Higgins.
- Fotografo (2 episodi, 2006), interpretato da	Andrew Friedman.
- Larry (2 episodi, 2006), interpretato da	Sean Moran.
- Bob Baron (2 episodi, 2007), interpretato da	Jack Conley.

## Produzione
La serie fu prodotta da Sony Pictures Entertainment e girata negli studios della Sony Pictures a Culver City in California. Le musiche furono composte da David Schwartz. Tra i registi della serie è accreditato Michael Spiller.

### Sceneggiatori
- Josh Goldsmith (12 episodi, 2006-2007)
- Cathy Yuspa (12 episodi, 2006-2007)
- Justin Adler (2 episodi, 2006-2007)
- Maggie Bandur (2 episodi, 2006-2007)
- Bill Daly (2 episodi, 2006-2007)
- Jessica Goldstein (2 episodi, 2006-2007)
- Dan Kopelman (2 episodi, 2006-2007)
- Chrissy Pietrosh (2 episodi, 2006-2007)

## Distribuzione
La serie fu trasmessa negli Stati Uniti dal 2006 al 2007 sulla rete televisiva ABC. In Italia è stata trasmessa dal 4 novembre 2008 su Fox Life con il titolo Big Day.

## Episodi
| Stagione       | Episodi | Prima TV USA |
| -------------- | ------- | ------------ |
| Prima stagione | 13      | 2006-2007    |